# Vuarmarens
Vuarmarens (toponimo francese) è una frazione di 600 abitanti del comune svizzero di Ursy, nel Canton Friburgo (distretto della Glâne).

## Storia

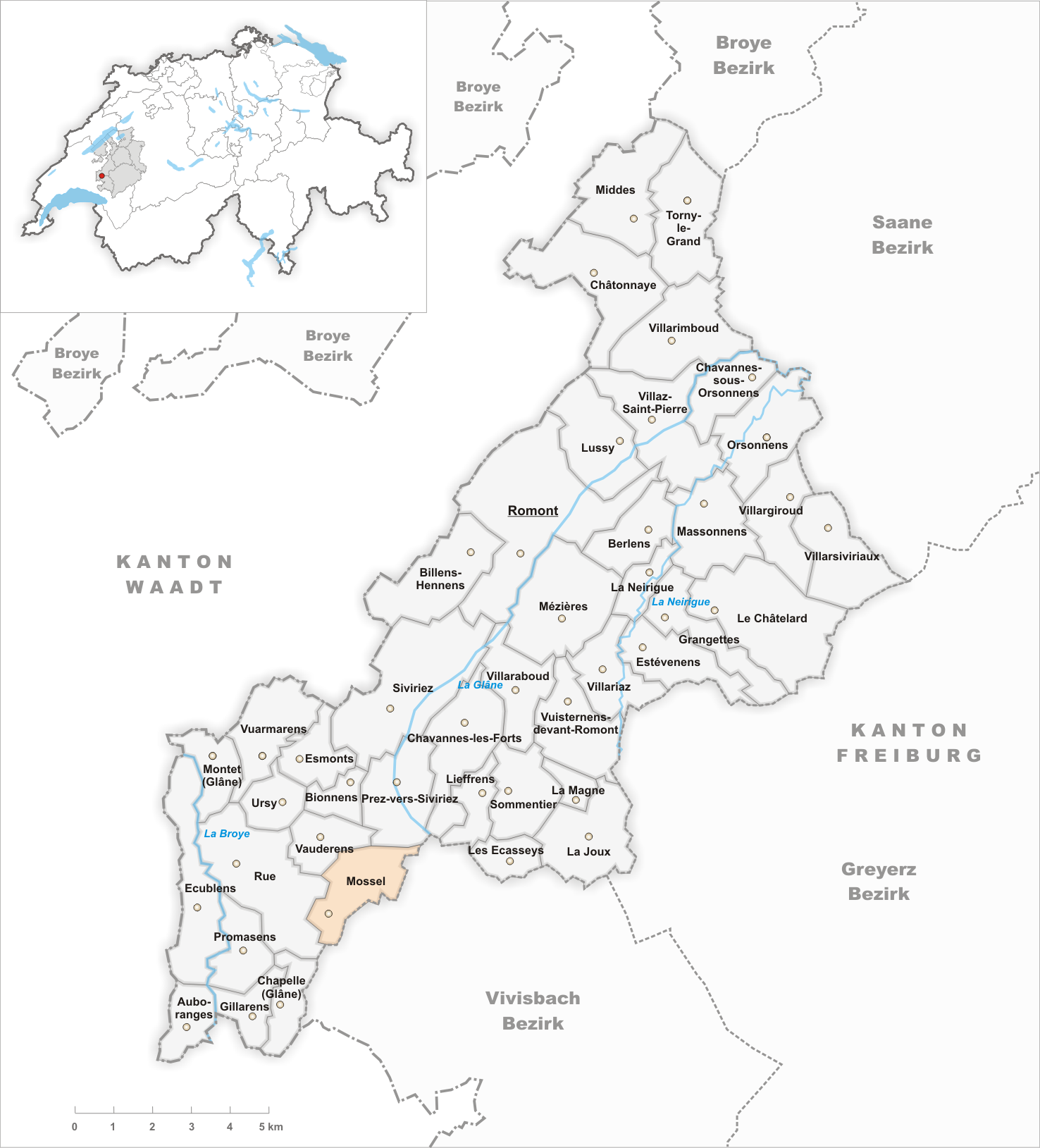
Il territorio del comune di Mossel prima degli accorpamenti comunali del 2001

Già comune autonomo, il 1º gennaio 1991 aveva inglobato il comune soppresso di Morlens e 1º gennaio 2006 quello di Esmonts; si estendeva per 6,03 km². Il 1º gennaio 2012 è stato a sua volta accorpato a Ursy.

## Società

### Evoluzione demografica
L'evoluzione demografica è riportata nella seguente tabella (dal 2000 con Morlens):
Abitanti censiti

## Amministrazione
Ogni famiglia originaria del luogo fa parte del comune patriziale che ha la responsabilità della manutenzione di ogni bene comune.